# Wilhelm Eduard Brodtbeck
Wilhelm Eduard Brodtbeck (* 25. September 1873 in Liestal; † 12. April 1957) war ein Schweizer Architekt und Unternehmer.

## Biografie
Wilhelm Eduard, Sohn von Wilhelm Senior (Architekt und Zementfabrikant) und Susanne Karoline Spinnler, wuchs in Liestal auf.
Wilhelm Brodtbeck besuchte zuerst Schulen in Liestal und später in Basel. Sein Architekturstudium absolvierte er an der Technischen Hochschule in Stuttgart und in Karlsruhe. Nach diversen Studienreisen in Deutschland, Holland, Österreich, Italien und Frankreich, war Brodtbeck in Lausanne tätig.
Sein Architekturbüro hat Wilhelm Brodtbeck 1901 in Liestal gegründet. Als junger Architekt realisierte er eine grosse Vielfalt von Wohnhäusern. Es kamen später mehrere Schulhäuser, sowie Industriebauten, hinzu.

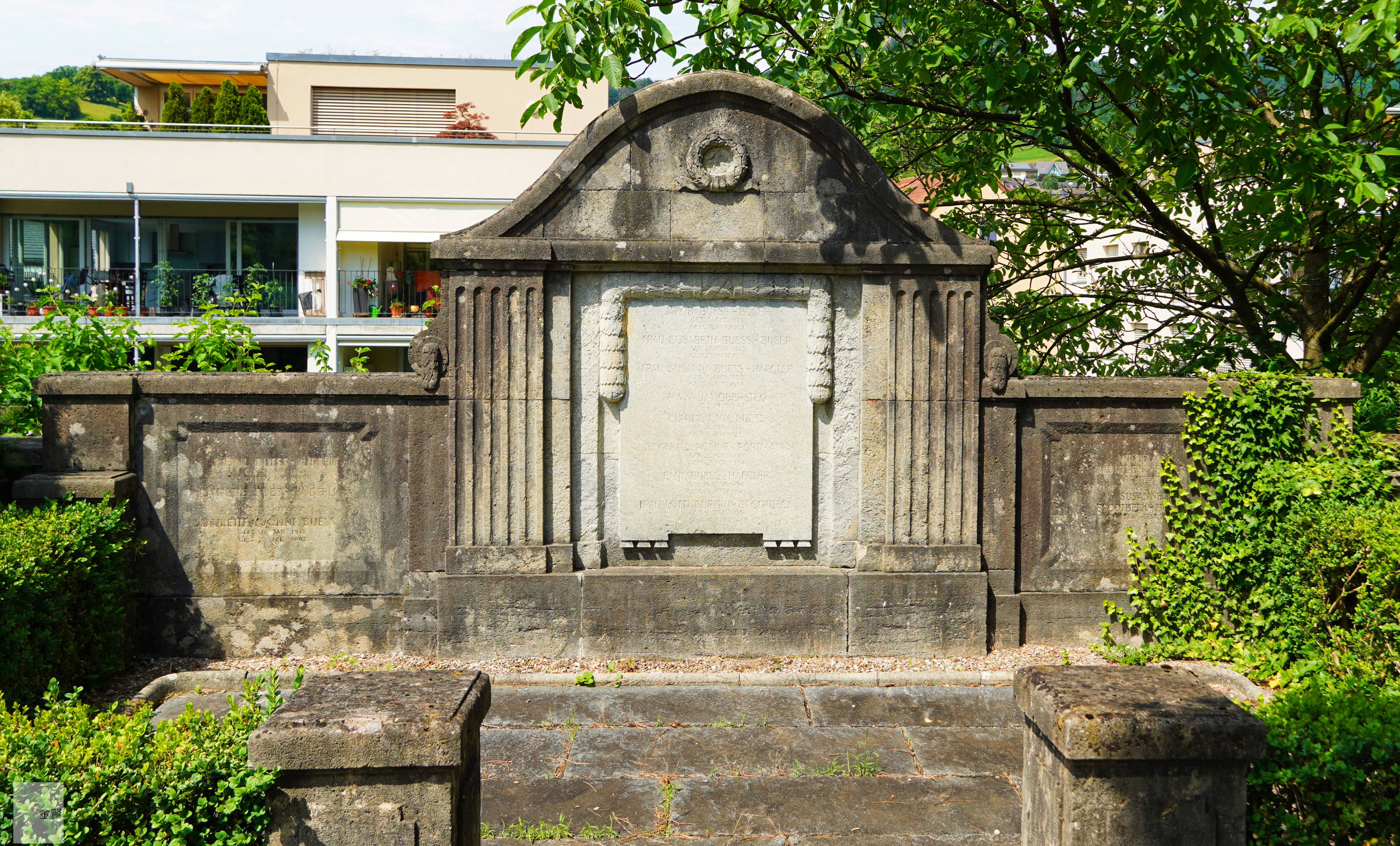
Familiengrab Buess in Sissach

Er heiratete Susanna Elisabeth Buess von Wenslingen im Jahre 1904.
Ab 1921 führte er zusammen mit seinem neuen Partner Fritz Bohny das Architekturbüro "W. Brodtbeck & Fr. Bohny Arch." Im Jahre 1951 übernahm Rolf Georg Otto auf Einladung von Brodtbeck das renommierte Architekturbüro. Die beiden Architekten der Gründungsphase ziehen sich altershalber zurück. Heute firmiert das Büro unter Otto Partner Architekten.

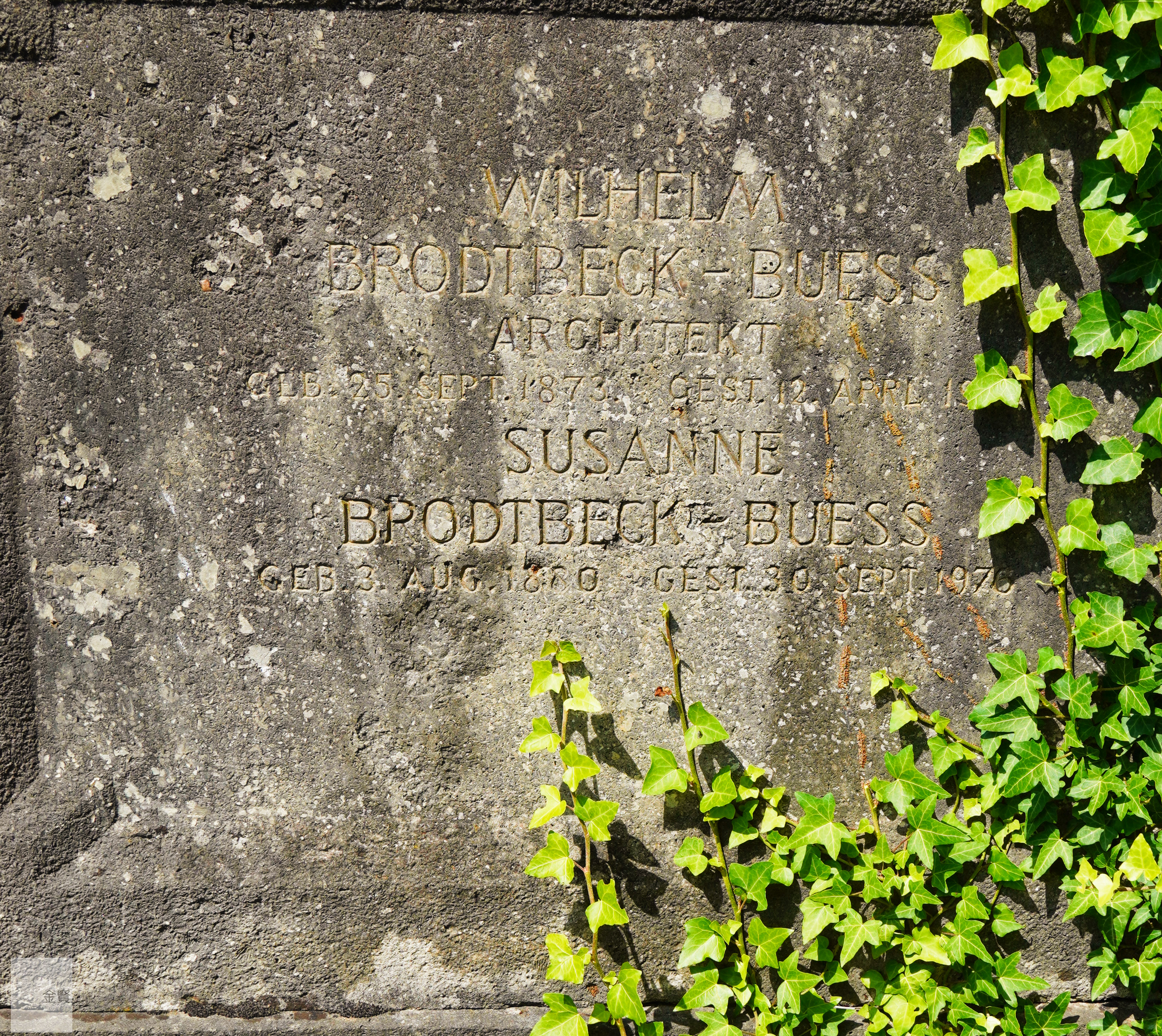
Wilhelm und Susanne Brodtbeck-Buess

Parallel zu seiner Tätigkeit als Architekt, war Wilhelm Eduard Brodtbeck auch Teilhaber in der väterlichen Zementfabrik. Bis zu seinem Tode 1957 blieb Wilhelm Eduard Brodtbeck Verwaltungsratspräsident der Zementfabrik Wilhelm Brodtbeck AG.
Wilhelm Eduard Brodtbeck wurde im Familiengrab der Familie Buess auf dem Friedhof Sissach beerdigt.

## Bauten

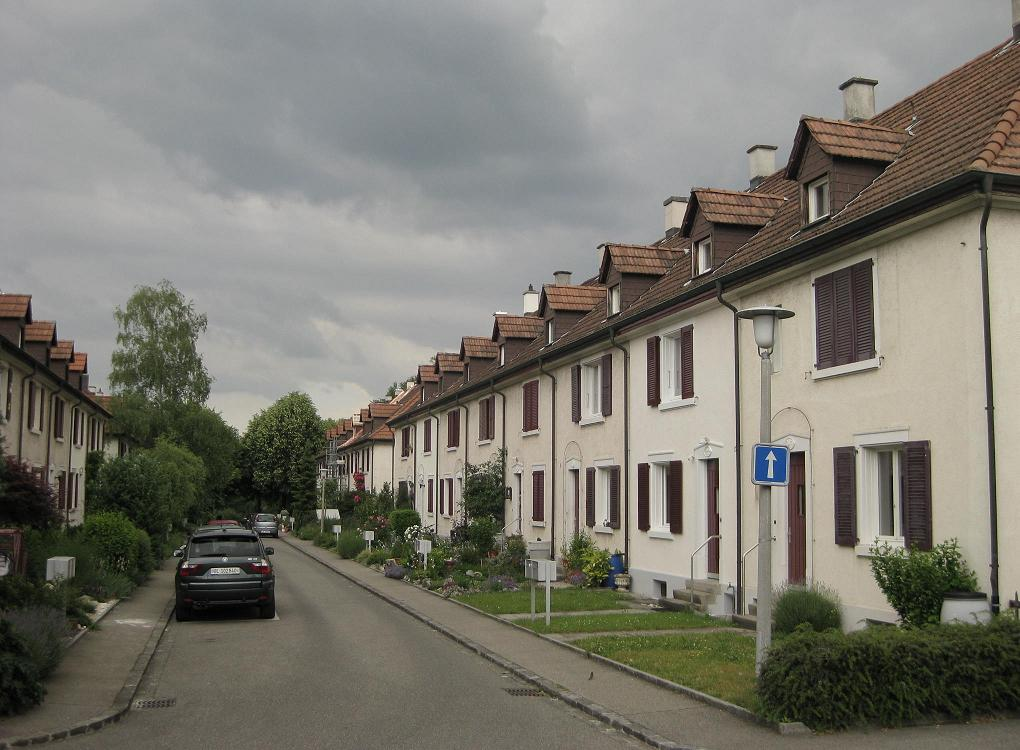
Wasserhaus-Wohnsiedlung

Das Architekturbüro Brodtbeck konnte in Arbeitsgemeinschaften zwei wichtige Aufträge in der Stadt Basel ausführen. Zuerst das Stadtcasino (1937–1941) und für die Chemie Firma Sandoz das Verwaltungsgebäude (heute Novartis AG, Bau 200). Von Brodtbecks Architekturbüro stammen das Rotackerschulhaus in Liestal (Kulturgut der Schweiz von regionaler Bedeutung), die Kantonalbank in Binningen, die Mühlenanlage mit Kleinkraftwerk in Lausen BL (1923) und die Anlagen der Saline in Schweizerhalle bei Muttenz. Dazu kommt in Münchenstein die Wohnkolonie Wasserhaus (1920/21) im Quartier Neue Welt.

## Weiteres
Wilhelm Brodtbeck war 20 Jahre in der Gemeindekommission Liestal und war Vorstandsmitglied des Basler Heimatschutzes.

## Schriften
Wilhelm Brodtbeck schrieb auch Gedichte, Festspiele und Prosa.
- Junges Blut. Gedichte 1899.
- D Vermögesabgab. Zeitbilder aus der jüngsten Vergangenheit. Festspiel am Kantonalschützenfest beider Basel in Liestal 1923